# Disastro aereo delle Ande
Il disastro aereo delle Ande (in spagnolo Tragedia de los Andes) e il miracolo delle Ande (Milagro de los Andes) furono l'incidente aereo e i conseguenti drammatici avvenimenti che coinvolsero il volo 571 delle Forze Aeree Uruguaiane, un charter effettuato con un Fokker/Fairchild FH-227D, partito da Montevideo il 13 ottobre 1972 e diretto a Santiago del Cile. L'aereo precipitò sulle Ande con 45 persone a bordo fra passeggeri e membri dell'equipaggio, inclusi 19 giocatori della squadra di rugby dell'Old Christians Club, le loro famiglie e gli amici.
Tre membri dell'equipaggio e nove passeggeri morirono nell'impatto, e altri nei giorni seguenti a causa delle temperature proibitive e della gravità delle ferite. Nei 72 giorni successivi all'incidente i sopravvissuti superarono condizioni estreme, con temperature ampiamente sotto lo zero e impossibilità di difendersi dal gelo, fame, e una valanga che travolse la carcassa della fusoliera causando la morte di altre 13 persone. I superstiti ricorsero al cannibalismo per sopravvivere.
Il luogo dell'incidente si trovava a un'altitudine di 3570 m, in una zona remota nelle Ande dell'Argentina occidentale, nel Dipartimento di Malargüe, appena a est del confine con il Cile. Gli aerei di ricerca e soccorso sorvolarono più volte la zona nei giorni successivi, ma non riuscirono a vedere la fusoliera bianca dell'aereo; le ricerche furono interrotte otto giorni dopo la sciagura. Con la fine della primavera e il miglioramento del tempo, due sopravvissuti, Fernando Parrado e Roberto Canessa, scalarono la vetta a ovest del luogo e, dopo aver camminato per dieci giorni nelle valli del versante cileno, riuscirono a trovare aiuto. Il 22 dicembre, due mesi e mezzo dopo lo schianto, i 14 superstiti rimasti sul posto furono tratti in salvo.

## Organizzazione e inizio del viaggio
Negli anni 1970, l'aeronautica militare uruguaiana (Fuerza Aérea Uruguaya) versava in difficoltà finanziarie. Al fine di rimpinguare le proprie casse, aveva iniziato ad affittare alcuni dei propri aeroplani ed equipaggi per operare voli passeggeri charter su diverse rotte interne e internazionali nel Sudamerica. 
Tra questi vi era anche il volo 571, decollato la mattina del 12 ottobre 1972 dall'aeroporto Carrasco di Montevideo, in Uruguay, e diretto all'aeroporto Benìtez di Santiago del Cile. Il viaggio era stato prenotato dalla squadra di rugby degli Old Christians Club (legata al Collegio universitario Stella Maris di Montevideo) per recarsi a disputare un incontro al di là della Cordigliera delle Ande; a bordo del velivolo vi era dunque la squadra al completo, accompagnata da tecnici, familiari e amici, ai quali si era aggiunta una donna estranea al gruppo, Graciela Mariani, che si doveva recare a Santiago per il matrimonio della figlia.
Il velivolo impiegato era un Fokker/Fairchild FH-227D. In cabina di pilotaggio sedevano il comandante, colonnello Julio César Ferradas, e il copilota, tenente colonnello Dante Héctor Lagurara; ambedue erano piloti militari con un'esperienza di migliaia di ore di volo, abilitati anche a condurre aerei da caccia. Nella circostanza era previsto che il pilotaggio fosse affidato a Lagurara, che stava maturando le ore di volo necessarie per acquisire la qualifica di comandante sui Fokker. Il personale di volo era completato dall'ufficiale di rotta, tenente Ramón Martínez, dal meccanico di bordo, sergente Carlos Roque, e da uno steward, sergente Ovidio Ramírez.
In totale l'aereo aveva pertanto imbarcato 45 persone, ossia due in meno rispetto a quanto preventivato. Due giocatori della squadra infatti si recarono in Cile a bordo di comuni voli di linea; il primo in quanto figlio di un agente della KLM viaggiò con un volo di questa linea aerea; invece il secondo, Gilberto Regules, scampò al disastro perché arrivò in ritardo all'aeroporto non essendosi svegliato in tempo. Disperato chiese al padre un prestito e comprò un biglietto per Santiago dove, a causa dei disordini di quel periodo, trovò alloggio solo nell'hotel di lusso El Conquistador di Santiago.

## Lo scalo a Mendoza
Il piano di volo prevedeva un viaggio diretto dall'Uruguay al Cile, senza scali intermedi; tuttavia, mentre si stava sorvolando l'Argentina, l'equipaggio venne informato che le Ande erano interessate da nebbia fitta e diffuse perturbazioni. Dato che stava anche calando la notte, i piloti decisero per precauzione di atterrare all'aeroporto El Plumerillo di Mendoza. Passeggeri e militari scesero dall'aereo e si sistemarono in albergo nella città argentina, cogliendo l'occasione per fare qualche acquisto.
Il giorno successivo, 13 ottobre, le condizioni meteorologiche non apparivano migliorate; ciò, unitamente al fatto che i regolamenti aeronautici argentini vietavano agli aerei militari stranieri di rimanere più di 24 ore sul territorio nazionale, mise sotto pressione i piloti, chiamati a valutare se accollarsi il rischio di proseguire il viaggio oppure decidere di rientrare a Montevideo. Questa seconda eventualità appariva alquanto inopportuna per tutte le parti in causa: da un lato l'aviazione militare avrebbe dovuto rimborsare i biglietti (rimettendoci anche tutte le spese vive inerenti al volo, quali carburante, personale, manutenzione del velivolo), e dall'altro i rugbisti avrebbero dovuto rinviare la tournée in Cile, in vista della quale avevano prenotato alberghi e vari altri servizi non rimborsabili integralmente.
Ferradas e Lagurara pertanto attesero l'arrivo di un aereo dal Cile al fine di consultarsi con il relativo equipaggio; ricevute rassicurazioni sulla praticabilità della prosecuzione del viaggio, decisero di ripartire verso Santiago.
La quota di tangenza del Fokker F27 (pari a 28.000 piedi/8.540 metri) non gli permetteva di attraversare in un punto qualsiasi e con margine di sicurezza le Ande (che in quel tratto raggiungono altezze superiori ai 6.000 metri s.l.m.). L'aereo doveva quindi necessariamente attraversare la catena in corrispondenza di un valico montano. Per raggiungere il Cile vi erano due rotte possibili: la prima, più veloce ma meno sicura, prevedeva l'attraversamento del passo Juncal, situato in linea d'aria circa 200 km a ovest di Mendoza, per poi sorvolare San Felipe e virare a sud verso Santiago; la seconda prevedeva invece una lunga discesa verso sud fino a Malargue, per poi deviare verso ovest, superare le Ande in corrispondenza del passo Planchón, sorvolare Curicó e lì infine virare a nord in direzione della capitale cilena.
Il tenente colonnello Lagurara, sebbene fosse stato rassicurato sulla praticabilità di entrambe le rotte, optò per quest'ultima poiché il Planchón era infatti a minor quota rispetto al Juncal e tutta la relativa aerovia era servita dal sistema di navigazione VOR, che era invece assente sulla tratta diretta. Il pilota presentiva infatti che le precarie condizioni atmosferiche avrebbero verosimilmente fatto sì che l'aereo volasse costantemente sopra un tappeto di nubi, tanto compatto da nascondere completamente le montagne; l'uso del VOR avrebbe quindi consentito un sicuro volo strumentale evitando pericolose derive e deviazioni.

## Il secondo volo
Le prime fasi del volo si svolsero regolarmente: dopo aver raggiunto Chilechito ed essersi immesso nella rotta Amber 26, alle 15:08 (circa due minuti in ritardo rispetto alla tabella di viaggio stilata prima del decollo) l'aereo arrivò a Malargue e virò verso ovest, imboccando la rotta Green 17, che l'avrebbe portato a valicare il passo Planchón ed entrare nello spazio aereo cileno.
Il Fokker si era stabilizzato a un'altitudine di 18.000 piedi (5.486 metri): a tale quota la visibilità frontale era sgombra, mentre al di sotto, a parte alcuni picchi più alti, le montagne erano coperte da un tappeto uniforme di nubi. L'equipaggio poteva quindi rendersi conto di aver oltrepassato il passo solo mediante un calcolo che tenesse conto della velocità stimata dell'aereo in rapporto al vento e del tempo trascorso dalla deviazione su Malargue, oltre che tramite il controllo degli strumenti di navigazione del velivolo. Occorre ricordare che il sistema GPS, che consente di conoscere precisamente longitudine e latitudine ad ogni istante, sarebbe entrato in uso solo molti anni dopo.
Fu proprio in questo frangente che Lagurara, nuovamente ai comandi del velivolo, commise gli errori decisivi: alle 15:21, 13 minuti dopo il passaggio su Malargue, comunicò ai controllori di Santiago di stare sorvolando il Planchón e che, secondo i suoi calcoli, sarebbe arrivato sopra Curicó dopo 11 minuti, ovvero alle 15:32. Tuttavia, dato che l'incedere dell'aereo era rallentato dal vento da ovest che spirava a una velocità superiore ai 60 km/h, la velocità effettiva di crociera era minore rispetto a quella indicata dagli strumenti di bordo: i calcoli del pilota erano dunque già inesatti (probabilmente sarebbero occorsi altri tre minuti al Fokker per raggiungere il passo). Ma oltre a questo inaspettatamente, alle ore 15:24, dopo solo tre minuti dalla comunicazione precedente, Lagurara comunicò a Santiago di trovarsi già sopra Curicó e di essere quindi pronto a deviare verso nord lungo la rotta Amber 3, che avrebbe instradato il Fokker per l'avvicinamento all'aeroporto Arturo Merino Benítez.
Purtroppo la torre cilena, che non aveva del resto tra le sue mansioni quella di controllare la correttezza dei tempi comunicati dai piloti, non si accorse dell'incongruenza e istruì l'aereo uruguaiano per la discesa verso Santiago. Ricevuta tale comunicazione, Lagurara virò verso nord: a quel punto l'aereo si trovava all'incirca sopra il passo Planchón, sicché la curva fece dirigere il velivolo nel cuore della cordigliera.

## Ipotesi sull'errore di rotta
L'errore fatale si sarebbe potuto evitare se i piloti avessero prestato una corretta attenzione ai tempi del volo. Tuttavia non è stato chiarito quanto abbia eventualmente potuto contribuire all'errore un ipotetico guasto strumentale dell'apparato di radiolocalizzazione e gestione della rotta. Di fatto, il Fokker era dotato di due apparati per la radiolocalizzazione e il tracciamento della rotta; quello normalmente in uso, e utilizzato anche durante il volo del 13 ottobre, era il moderno sistema VOR (VHF Omnidirectional Range), che ha costituito, fino all'avvento del GPS, lo standard di navigazione aerea per voli a corto e medio raggio.
È stato ipotizzato che Lagurara possa essere stato indotto in errore da un malfunzionamento del VOR (forse originato da alcune interferenze magnetiche dovute alle perturbazioni sulle Ande), che avrebbe erroneamente segnalato l'avvenuto passaggio sulla verticale di Curicó. L'accertabilità di tale avaria è tuttavia impossibile, anche perché le apparecchiature del Fokker, che pure non s'erano danneggiate durante l'incidente, furono poi rimosse e rese inutilizzabili dai sopravvissuti nel tentativo di far funzionare la radio di bordo per un infruttuoso tentativo di cercare soccorsi via etere.
Comunque, anche ipotizzando che questo errore strumentale si sia verificato, questo non scagionerebbe i piloti dell'aereo dall'accusa di superficialità e trascuratezza; un semplice controllo dei tempi di volo, necessario soprattutto laddove la possibilità di procedere "a vista" era tecnicamente quasi impossibile, avrebbe infatti permesso a Lagurara di accorgersi che le Ande non erano ancora state superate.

## L'incidente e i primi giorni
Convinti di essere allineati verso Santiago, i piloti iniziarono la manovra di discesa: l'aereo si trovava invece in volo nella zona tra il Cerro Sosneado e il vulcano Tinguiririca, peraltro ancora in territorio argentino. Il Fokker si addentrò nel tappeto di nubi e incontrò una forte turbolenza, che gli fece perdere improvvisamente qualche centinaio di metri di quota.

Mappa riportante il luogo dell'incidente (FAU 571) e la via percorsa da Nando Parrado e Roberto Canessa in cerca di aiuto (tratteggio verde scuro)

D'improvviso l'aereo si trovò al di sotto delle nuvole: piloti e passeggeri si accorsero quindi di essere in volo a pochissimi metri dai crinali rocciosi delle Ande. Per rimediare all'errore Lagurara spinse al massimo i motori e cercò di riprendere quota, ma ormai era troppo tardi: alle 15:31, a circa 4.200 metri di altitudine, l'aereo colpì la parete di una montagna con l'ala destra, che si staccò e ruotando tagliò la coda del velivolo all'altezza della cambusa; il settore posteriore del velivolo quindi precipitò, portando con sé alcuni passeggeri, mentre l'elica del motore destro sfondava la fusoliera.
Priva di un'ala e della coda, la fusoliera, ormai ingovernabile, precipitò, colpì un altro spuntone roccioso perdendo anche l'ala sinistra e toccò infine terra di piatto su una ripida spianata nevosa, fortunatamente di pendenza simile alla sua traiettoria. L'aereo scivolò lungo il pendio per circa due chilometri, perdendo gradualmente velocità fino a fermarsi nella neve. La coda terminò invece la sua caduta più in basso lungo lo stesso pendio.
Come verrà poi appurato, il corpo centrale del Fokker si era fermato alla quota di 3.657 metri; tuttavia l'altimetro della cabina di pilotaggio, sfasato dall'incidente, segnava un'altitudine di 2.133 metri.
Ciò fu determinante nello svolgimento degli avvenimenti successivi, insieme alle informazioni date dal pilota Lagurara prima di morire a causa delle ferite riportate nello schianto; le sue ultime parole, ripetute più volte, furono infatti: «Abbiamo superato Curicó». Quindi, basandosi su queste due informazioni (posizione e quota), errate, ma convergenti, i sopravvissuti credettero di trovarsi oltre la cresta della Cordigliera, nella zona pedemontana già in Cile. Si trovavano invece a est dello spartiacque andino, ancora in Argentina, e per la precisione nel territorio municipale di Malargüe (Dipartimento di Malargüe, Provincia di Mendoza). Di qui la speranza dei sopravvissuti di portare a termine con successo una spedizione verso ovest alla ricerca di aiuti.
Delle 45 persone a bordo, dodici morirono nell'impatto: Gaston Costemalle, Julio Ferradas (pilota), Alexis Hounié, Guido Magri, Ramon Martinez (equipaggio), Esther Nicola, Francisco Nicola (medico della squadra), Eugenia Parrado, Ovidio Ramirez (equipaggio), Daniel Shaw, Carlos Valeta, Fernando Vazquez. Alcuni furono catapultati fuori dopo il distacco della coda (Martinez, Ramirez, Costemalle, Hounié, Magri e Shaw), altri morirono per la violenza dell'impatto (Ferradas, i coniugi Nicola, Eugenia Parrado), uno per le gravi ferite (Vazquez). Uno di loro (Valeta), sbalzato dall'aereo durante la scivolata, scendendo a piedi il pendio nel tentativo di raggiungere gli altri sopravvissuti, scivolò sulla neve fresca e ruzzolò a valle. Altri cinque morirono nel corso della notte e del giorno successivo (Panchito Abal, Julio Martinez-Lamas, Felipe Maquirriain, Graciela Mariani e il co-pilota Dante Lagurara).
Alcuni sopravvissuti avevano gambe rotte e ferite di vario genere e nessuno disponeva di vestiti adatti per resistere a quelle temperature. I primi soccorsi vennero prestati da Roberto Canessa e Gustavo Zerbino, studenti universitari di medicina, rispettivamente al secondo e al primo anno di corso, senza alcun materiale medico, che poterono quindi solo consigliare ai feriti di mettere gli arti fratturati nella neve, per alleviare il dolore e limitare il gonfiore, e medicare come potevano gli altri. Nando Parrado, che avrebbe poi partecipato alla spedizione in ricerca di aiuto, creduto morto, venne lasciato tutta la prima notte all'addiaccio verso lo squarcio della fusoliera (il punto più freddo), per poi rivelarsi ancora vivo il giorno dopo. Ripresosi, rimase accanto alla sorella Susana fino a quando lei non spirò, otto giorni dopo l'incidente, a causa delle gravi lesioni interne. Per sopravvivere al freddo della notte, con temperature che potevano arrivare anche a -30 °C, i sopravvissuti alzavano ogni sera una precaria barriera di valigie per chiudere la fusoliera dell'aereo nella parte posteriore squarciata, volta verso la salita del pendio.

## Le ricerche
Non appena la torre dell'aeroporto Benitez ebbe perso i contatti con il Fokker, i controllori telefonarono alla sede del Servicio Aereo de Rescate (SAR - servizio di soccorso aereo cileno), presso l'aeroporto di Los Cerrillos. Riascoltando le registrazioni delle comunicazioni con la torre di controllo di Santiago, i comandanti del SAR Carlos García e Jorge Massa ipotizzarono correttamente l'errore di rotta commesso dal pilota e intuirono come l'aereo fosse finito in una delle zone più remote e inaccessibili delle Ande. I soccorritori delinearono come sito di ricerca un'ampia zona delle Ande, a nord del passo del Planchón, dove le vette delle montagne toccavano anche i 5.000 m. In tale area era compreso anche il punto presso il quale l'aereo era precipitato; purtroppo, per i velivoli da ricognizione dei soccorritori non fu possibile localizzare il luogo dell'incidente, a causa del fatto che la fusoliera bianca si mimetizzava nella neve; in aggiunta, le condizioni meteorologiche nella zona continuavano ad essere pessime. La morfologia del luogo rese inoltre vani i tentativi di ricerca effettuati dai Carabineros cileni e dal Cuerpo de socorro andino. Passata una settimana senza risultati, i vertici del SAR si convinsero che nessuno fosse sopravvissuto allo schianto e alle bassissime temperature dell'alta montagna; in aggiunta, le ricerche mettevano a repentaglio la vita degli uomini del corpo e facevano consumare carburante costoso. Ragion per cui il 21 ottobre seguente le autorità interruppero le ricerche del velivolo.
Anche i familiari fecero il possibile per cercare l'aereo, in alcuni casi con metodi non proprio ortodossi: alcuni di loro si rivolsero a un rabdomante il quale, davanti a una carta delle Ande, segnalò che l'aereo era precipitato a est del vulcano Tinguiririca. Informarono di ciò Carlos Paez Vilarò (pittore, padre di Carlitos), che era andato in Cile per organizzare gruppi di ricerca per verificare le segnalazioni sull'aereo, il quale però disse che tale zona era già stata controllata dal SAR. La sua ex-suocera decise però di insistere nel campo della chiaroveggenza e si rivolse all'astrologo uruguagio Boris Cristoff, domandandogli chi fosse il miglior chiaroveggente al mondo. Cristoff li indirizzò all'olandese Gerard Croiset, che tuttavia in quei mesi era degente in ospedale; i suoi collaboratori girarono la richiesta al figlio, Gerard Croiset junior (che si supponeva avesse ereditato le doti divinatorie del padre); costui, a più riprese, comunicò loro di aver "visto" l'aereo precipitato a circa 60 km dal Passo del Planchón (a nord o forse a sud), con il muso schiacciato, senza ali e percepiva vita all'interno di esso. Riferì che l'incidente era stato causato dall'assenza del pilota ai comandi, e che nei pressi del relitto si trovava un cartello con la scritta pericolo e un villaggio di case bianche in stile messicano, oltre a vari altri aneddoti, per esempio il fatto che all'aeroporto di Carrasco vi erano stati problemi con i documenti dei passeggeri.
Nella narrazione successiva, alcune sue asserzioni si rivelarono vere: l'aereo aveva effettivamente perso le ali e il muso era schiacciato e vi furono problemi con i documenti dei passeggeri all'aeroporto di Carrasco. Alcuni mesi dopo il ritrovamento del relitto, inoltre, una spedizione partita dall'Argentina scoprì che a poca distanza dal sito dell'incidente si trovava il villaggio di Minas de Sominar, formato da case bianche in stile messicano, e un cartello con la scritta: «Pericolo». Nei mesi seguenti Croiset jr. cambiò più volte versione, facendo esasperare i familiari che si erano rivolti a lui, finché essi troncarono i rapporti.
Le ricerche di Paez, con l'aiuto di alcuni genitori, si concentrarono a sud del Planchón, dalla parte opposta rispetto a dove giaceva il Fokker. A mano a mano che passavano i giorni i familiari cominciarono a rinunciare all'idea che qualcuno fosse sopravvissuto e quindi poco alla volta abbandonarono le ricerche, tranne Paez Vilarò che continuò ostinatamente a cercare per oltre un mese, percorrendo sentieri in auto, a cavallo, a piedi, organizzando ricerche con piccoli aerei messi a disposizione da ricchi cileni. In Cile ormai era conosciuto come "il matto che cercava il figlio".
Tra le tante piste battute da Paez vi fu anche quella che lo portò a poche decine di chilometri da suo figlio, sulla strada che portava alle Termas del Flaco e a Los Maitenes (in quel momento irraggiungibile per la neve), proprio dove i due sopravvissuti partiti verso ovest sarebbero poi stati ospitati dopo il loro avventuroso viaggio per salvarsi. Infatti Paez contattò il possidente terriero Joaquin Gandarillas, proprietario di vasti territori nella zona intorno al vulcano Tinguiririca, il quale lo condusse nella casa del cognato di Sergio Catalan, il mandriano che, circa due mesi dopo, avrebbe ritrovato due dei superstiti. Anche questo tentativo, tuttavia, fu infruttuoso.
Dopo tante ricerche infruttuose Paez poco prima di Natale aveva deciso di rinunciare alle ricerche e tornare in Uruguay. Ma mentre era già all'aeroporto in procinto di imbarcarsi venne chiamato al telefono; era il colonnello Morel, comandante del reggimento Colchagua di stanza a San Fernando e che l'aveva aiutato nelle sue ricerche precedenti, che l'avvertiva dell'avvenuto ritrovamento di due sopravvissuti all'incidente che avevano raggiunto proprio Los Maitenes.

## Carenza di cibo e acqua
Nei primi giorni successivi alla sciagura, i pasti dei sopravvissuti consistevano in un sorso di vino versato in un tappo di deodorante e un assaggio di marmellata per pranzo e un quadratino di cioccolato per cena; le razioni erano rigidamente distribuite dal capitano della squadra Marcelo Perez, per far durare il più a lungo possibile il cibo disponibile. Il cibo e le bevande presenti sull'aereo erano stati acquistati dai passeggeri all'aeroporto di Mendoza, prima dell'imbarco. Constatato che masticare la neve non dissetava ma gelava la bocca, Fito Strauch ebbe l'idea di utilizzare le lamiere di alluminio recuperate dall'interno dei sedili come specchi ustori, per incanalare il calore del sole e sciogliere la neve. Per sopravvivere alla sete e al freddo i giovani ricorsero a tutta la loro ingegnosità per sfruttare il materiale a disposizione, per esempio i cuscini dei sedili venivano usati come ciaspole.
Canessa e Maspons riuscirono a creare delle amache sospese nella fusoliera, utilizzando cinghie e aste metalliche non comodissime, ma di grande aiuto per i feriti agli arti inferiori, come Rafael Echavarren e Arturo Nogueira; tale soluzione li riparava dagli urti involontari degli altri compagni, ma non dal freddo, che comunque entrava nella fusoliera, nonostante la barriera di valigie. I sopravvissuti si divisero in gruppi di lavoro: Canessa, Zerbino e Liliana Methol facevano parte del gruppo medico; il secondo gruppo si occupava di ordine e pulizia della fusoliera, gestiva le fodere dei cuscini utilizzate come coperte, faceva tenere all'esterno le scarpe, ecc. Di questo gruppo facevano parte Harley, Paez, Storm e Nicolich. Il terzo gruppo era dei fornitori d'acqua, che dovevano trovare neve incontaminata e trasformarla in acqua. Terminate le ultime razioni, e dopo aver appreso da una radiolina a transistor trovata a bordo dell'interruzione delle ricerche, i sopravvissuti decisero di non morire di fame e di cibarsi dei cadaveri dei loro compagni morti, che erano stati sepolti nella neve vicino all'aereo.
Non fu una decisione facile né immediata: se all'inizio tale pensiero fu solo di qualcuno, a poco a poco la discussione si allargò a tutto il gruppo. Quando tutti i sopravvissuti ne parlarono apertamente, la discussione si protrasse dalla mattina fino al pomeriggio inoltrato, dibattendo tra questioni morali, religiose e laiche, fino a quando alcuni di loro riuscirono a reprimere la repulsione e ad infrangere un tabù basilare. Gradualmente, nelle ore successive quasi tutti accettarono di prendere la stessa decisione, esclusivamente per spirito di sopravvivenza.

## La valanga e i giorni successivi
Altri otto dei sopravvissuti allo schianto morirono la notte del 29 ottobre, quando una valanga travolse la fusoliera nella quale dormiva il gruppo: Daniel Maspons, Juan Carlos Menendez, Gustavo Nicolich, Marcelo Perez, Enrique Platero, Carlos Roque (equipaggio), Diego Storm. Morì anche Liliana Methol, l'unica donna del gruppo rimasta e l'ultima a infrangere il tabù, solo perché col marito aveva fatto progetti per il futuro: non solo rivedere i quattro figli, ma anche averne un altro.
La fortuna assistette Roy Harley, l'unico a non essere seppellito dalla valanga, insieme a Echavarren e Nogueira, che però non poterono essere d'aiuto. Harley, infatti, si alzò in piedi non appena sentì un forte rumore all'esterno e subito dopo si trovò la neve fino alla vita; cominciò freneticamente a scavare per liberare la persona più vicina (la neve in pochi minuti si trasformò in una sottile lastra di ghiaccio), che a sua volta fece la stessa cosa non appena fuori dalla neve. Purtroppo, alcuni di loro vennero raggiunti troppo tardi. Harley fu doppiamente fortunato, perché quella sera aveva cambiato il proprio posto con Diego Storm.
Anche in questo caso Parrado rischiò di morire sepolto dalla neve fresca e fu tra gli ultimi a essere liberato, parecchi minuti dopo la valanga. Parrado trasse allora l'incrollabile convinzione di essere predestinato a rimanere in vita per portare in salvo i compagni: era sopravvissuto allo schianto, in quanto pochi attimi prima dell'incidente aveva cambiato il proprio posto in aereo con Abal, che voleva vedere il panorama, e alla valanga. Si convinse maggiormente che l'unico modo di sopravvivere sarebbe stato attraversare le Ande e andare in cerca di aiuto. Tale idea gli era balenata in testa subito dopo il decesso della sorella.
I superstiti della valanga dovettero rimanere all'interno della fusoliera per ben tre giorni, perché vi era in corso una tormenta, come scoprirono quando riuscirono a fare un largo foro di uscita attraverso la cabina dei piloti, dal quale potevano verificare le condizioni esterne e soprattutto avere ossigeno. In quei tre giorni furono obbligati a rimanere all'interno della fusoliera quasi piena di neve, costretti a muoversi pochissimo, dormire quasi in piedi, a fare i bisogni fisiologici sul posto e a nutrirsi con i corpi dei compagni morti nella valanga.
Una seconda valanga colpì la fusoliera, ma essendo già coperta dalla precedente, non provocò danni. Al quarto giorno la tormenta cessò e i sopravvissuti finalmente uscirono, cominciando così a "sistemare" la fusoliera, portando fuori i deceduti, togliendo la neve, cercando di ripulirla, ovviamente con dispendio di energie preziose. Impiegarono otto giorni a rendere nuovamente vivibile la fusoliera. Tuttavia la valanga aveva certamente rafforzato e accelerato l'idea di organizzare una spedizione che si sarebbe diretta verso il Cile: i ragazzi, infatti, erano convinti che una volta scalata la montagna a ovest della fusoliera, avrebbero visto le verdi vallate del Cile e trovato civiltà e quindi i soccorsi.
Cominciarono così a scegliere i candidati per la spedizione, eliminando le persone ritenute più deboli (per esempio Methol non vedeva da un occhio, già da prima dell'incidente, Eduardo Strauch era molto debole perché si nutriva pochissimo, e così via). Parrado non fu neanche candidato: era talmente risoluto che, se non fosse stato scelto, se ne sarebbe andato da solo. Per alcuni altri, anche se fisicamente idonei, era necessario essere sicuri che la loro forza d'animo non venisse meno. Organizzarono quindi delle spedizioni esplorative nei dintorni in diversi giorni successivi, per poter valutare i candidati. François e Inciarte si fermarono ogni pochi passi per fumare. Turcatti e Algorta riuscirono ad arrivare all'ala, ma quest'ultimo era molto indebolito. Paez, Harley e Vizintin riuscirono a reperire vari pezzi dell'aereo, senza trovare alcunché di utile, ma il ritorno, da fare in salita, fu molto duro, e solo dopo il tramonto riuscirono a raggiungere i compagni.
Alla fine di queste prove, i componenti della spedizione furono Parrado, Canessa, Vizintin e Turcatti, ai quali vennero concessi privilegi quali mangiare di più, dormire dove, come e quanto volevano, essere esenti dai lavori quotidiani, anche se Parrado e Canessa li eseguivano, sebbene in minor misura. La spedizione sarebbe partita dopo il 15 novembre: i sopravvissuti erano convinti che per tale data il clima sarebbe migliorato, visto che l'estate si avvicinava ogni giorno di più.
In quei giorni Arturo Nogueira morì: le ferite alle gambe e alle caviglie peggiorarono e il suo fisico debilitato, in quanto si nutriva pochissimo, non resse. Fu un duro colpo per i ragazzi, persuasi che chi si era salvato dallo schianto e dalla valanga fosse destinato a tornare a casa. L'itinerario di viaggio fu contrastante: dalle informazioni in loro possesso il Cile si trovava a ovest, ma la bussola dell'aereo, rimasta intatta, e la posizione del sole nel cielo indicavano che la valle dove si trovavano era orientata a est, così la loro ipotesi fu che la valle incurvasse intorno alle montagne verso nord-est e poi si orientasse verso ovest, mentre, trovandosi essi dal lato argentino delle Ande, la valle era effettivamente orientata verso lo spartiacque atlantico. Quindi decisero di andare verso est.
Il 15 la spedizione fu pronta a partire: Parrado portò con sé una scarpetta rossa da bimbo, lasciando l'altra nella fusoliera con la promessa di ritornare a prenderla (le scarpette erano state acquistate dalla madre a Mendoza per il nipotino, figlio di Graciela, sorella di Parrado). La spedizione durò solo tre ore, a causa di una forte nevicata che aumentò di intensità, costringendo la spedizione a tornare indietro. Dovettero aspettare due giorni e nel frattempo, la salute di Turcatti peggiorò: qualcuno, inavvertitamente, gli aveva calpestato una gamba prima della partenza, lasciando un livido. Il livido si infettò e, nonostante Canessa incidesse i foruncoli pieni di pus, Turcatti rimase con una gamba dolorante e zoppicante. Non poté più partecipare alla spedizione.
Il 17 novembre Canessa, Parrado e Vizintin ripartirono e i ragazzi rimasti nella fusoliera fecero scommesse e previsioni su quanto tempo avrebbero impiegato a raggiungere la civiltà e quindi la salvezza di tutti loro. Dopo circa due ore di cammino, i tre ragazzi raggiunsero casualmente la coda dell'aereo (che essi avevano sempre pensato trovarsi lungo la rotta dell'incidente) e per loro fu come trovare un tesoro: abiti puliti e un poco di cibo (zucchero, cioccolatini, pasticci di carne, rum, coca-cola). Quella notte, dormirono all'interno di essa. Il giorno dopo ripartirono dirigendosi sempre verso est. Ma in montagna le distanze sono ingannevoli e nel pomeriggio la piega della valle che essi avevano valutato verso ovest sembrava sempre più lontana; inoltre Canessa aveva la sensazione che si stessero addentrando sempre più tra le montagne.
Dovettero trascorrere la seconda notte all'aperto, scavando una buca nella neve, con temperature sempre più gelide col trascorrere delle ore, con il cielo sereno e mancanza di vento, coprendosi con le coperte che si erano portati e scaldandosi a vicenda, dormendo a malapena. Sapendo che un'altra notte come quella non l'avrebbero superata, soprattutto se il tempo si fosse guastato, decisero di tornare alla coda, recuperare le batterie che avevano trovato e portarle alla fusoliera, in quanto il meccanico Roque (poi morto durante la valanga) nei primi giorni aveva detto loro che con esse si poteva far funzionare la radio. Non riuscirono a portare le pesanti batterie alla fusoliera, visto che il ritorno era tutto in salita, per cui decisero di fare l'opposto: ritornare alla fusoliera, smontare la radio e portarla alla coda. Nella valigia che usarono come slitta misero vestiti, sigarette, medicinali da portare ai compagni.
Durante la spedizione, nella fusoliera il morale era alto, perché pensavano che la salvezza fosse molto vicina. Inoltre, erano contenti di avere più spazio per dormire e di non dover avere a che fare con Canessa e Vizintin, in quel periodo irritanti e prepotenti. L'atmosfera allegra, però, scomparve, in quanto Rafael Echavarren spirò a causa della gangrena alle gambe e della forte denutrizione. Inoltre, il giorno dopo, la spedizione tornò e Canessa, Parrado e Vizintin raccontarono la loro avventura, dell'impressione che la direzione fosse sbagliata, delle batterie e del materiale che avevano trovato nella coda.
Il 23 novembre Canessa e Parrado si accinsero a togliere la radio dalla cabina di pilotaggio, convinti che con l'aiuto di Harley avrebbero potuto farla funzionare. Harley era considerato l'esperto, perché aveva aiutato un amico ad assemblare un impianto stereo, ma lui era convinto che non sarebbe mai riuscito a farla funzionare; anche Algorta lo pensava, anche se non disse niente, mentre Canessa e altri, invece, erano certi che Harley sarebbe riuscito a farla funzionare.
Una volta estratta la radio e l'antenna e nonostante i tentennamenti di Harley e di Canessa, molto titubante a riprendere a camminare nella neve, la spedizione ripartì alla volta della coda. La ripartenza della spedizione portò ancora una ventata di buon umore, per gli stessi motivi della precedente partenza. Non poterono però rimanere passivi in attesa degli eventi: il cibo cominciava a scarseggiare. In verità, il problema non era avere le provviste, ma trovarle: le persone decedute nello schianto erano state seppellite da uno spesso strato di neve in seguito alle due valanghe, e rimanevano una o due vittime della valanga a disposizione. Inoltre, il disgelo era realmente iniziato, per cui i cadaveri in superficie, appena coperti da un lieve strato di neve, cominciarono a imputridire, soprattutto nelle ore più calde della giornata.
I quattro ragazzi, una volta arrivati alla coda, passarono la giornata a riposare e a frugare nelle valigie che il disgelo a poco a poco riportò alla luce e che nel passaggio precedente non videro. In una valigia Parrado trovò una macchina fotografica, che sarà usata per le fotografie che hanno immortalato i drammatici momenti vissuti. Dopo tre giorni di lavoro intorno alla radio, Parrado e Vizintin dovettero tornare alla fusoliera, perché il cibo che avevano portato con sé non era sufficiente. Una volta alla fusoliera dovettero cercare loro stessi di disseppellire un cadavere, perché gli altri superstiti stavano diventando sempre più deboli. Dopo due giorni tornarono alla coda, dove constatarono che Canessa e Harley erano riusciti a fare i collegamenti tra radio e batterie e radio e antenna, ma non captarono nessun segnale.
Pensando che l'antenna fosse difettosa, ne crearono una artigianale. Quando collegarono tale antenna a una radio a transistor che avevano con loro, riuscirono a captare alcune stazioni del Cile, dell'Argentina e dell'Uruguay. Ma quando provarono a collegarla alla radio del Fokker, non captarono nulla. Nel ricollegarla alla radiolina a transistor, udirono anche un notiziario che comunicava che un Douglas C-47 avrebbe ripreso le ricerche del Fokker (erano le ricerche personali di Carlitos Paez e di alcuni genitori). Harley e Canessa erano felicissimi, Vizintin non ebbe particolari reazioni, Parrado disse che anche se le ricerche erano riprese non era certo che li avrebbero trovati. Rimase sempre dell'idea che se la radio non avesse funzionato, sarebbe partito per l'ovest, direzione Cile. Vizintin staccò il materiale intorno a quello che era stato l'impianto di riscaldamento del Fokker; era un materiale leggero che tratteneva il calore e pensò di farne una specie di sacco a pelo, che sarebbe servito per le notti che avrebbero eventualmente dovuto affrontare.
Dopo otto giorni passati nella coda, visti gli inutili tentativi, decisero di tornare alla fusoliera, anche perché il disgelo stava creando dei problemi di stabilità della coda. Harley diede sfogo a tutta la sua frustrazione prendendo a calci e facendo a pezzi la radio che avevano così faticosamente costruito. Il percorso per tornare alla fusoliera era tutto in salita e Harley, molto demoralizzato e fisicamente più debole (non aveva ricevuto lo stesso trattamento degli altri), fece sempre più fatica al punto tale da volersi fermare e lasciarsi andare. Fu Parrado che non lo abbandonò, incitandolo, esortandolo, insultandolo e sorreggendolo con molta fatica, riuscendo a portarlo fino alla fusoliera.
I ragazzi non avrebbero comunque avuto alcuna possibilità di far funzionare la radio perché questa non era compatibile con la tensione delle batterie: la radio dell'aereo non poteva essere alimentata con la corrente continua a 24 volt delle batterie, ma richiedeva un sistema di alimentazione a due stadi più complesso, basato sull'uso di alternatori azionati dal movimento dei motori dell'aereo, a una tensione alternata di 115 volt; le batterie servivano solo per la fase di avviamento dell'aereo e per l'alimentazione elettrica a motori spenti.

## Partenza della spedizione decisiva per raggiungere il Cile a piedi
Canessa rimase colpito dallo spettacolo che si presentò al ritorno: i suoi compagni erano emaciati, deboli, stanchi e sfiduciati. Il caldo dell'estate in arrivo li portava a passare la parte centrale della giornata all'interno della fusoliera e i compiti attribuiti erano svolti sempre più con lentezza, non solo per i fisici debilitati. Addirittura Canessa notò il "disordine" che ormai regnava all'esterno della fusoliera. Inoltre, la frustrazione e la tensione continuavano ad aumentare: i battibecchi erano quotidiani ma non si protraevano a lungo, perché solo l'unità del gruppo avrebbe dato loro la possibilità di salvarsi. Anche i rosari recitati tutte le sere non per tutti avevano ancora lo stesso significato: se all'inizio del disastro rappresentavano un modo per chiedere l'intercessione divina per la salvezza, per alcuni di loro era diventato un modo per prendere sonno, per altri un modo per passare il tempo, anche se per la maggioranza il rosario rimase un gesto religioso cui non rinunciare.
Ciò nonostante, Canessa fu molto titubante a riprendere il discorso della spedizione, sperando che il C-47 li trovasse. Gli altri, però, furono irremovibili, anche perché convinti che dopo tanti giorni le ricerche erano orientate al ritrovamento di corpi, non di persone vive. Cominciarono così a cucire con il materiale portato da Vizintin dalla coda il sacco a pelo che li avrebbe protetti durante le notti. Tuttavia, una volta terminato il sacco, Canessa continuò a prendere tempo: la situazione era drammatica, ma la fusoliera era una certezza difficile da lasciare, rispetto all'ignoto della spedizione. Continuò a trovare scuse, tanto che Fito Strauch ne parlò con Parrado, dicendo di essere disposto a partire lui al posto di Canessa.
La situazione si sbloccò il 10 dicembre, quando Turcatti morì: l'infezione alla gamba peggiorò ed era terribilmente debilitato, perché una volta rinunciato alla spedizione si nutrì pochissimo e si erano formate piaghe da decubito. Decisero così di preparare la spedizione finale e, la sera prima della partenza, Parrado disse ai cugini Strauch di utilizzare anche i corpi della madre e della sorella se fossero rimasti senza viveri. La speranza dei sopravvissuti di portare a termine con successo una spedizione verso ovest alla ricerca di aiuti si fondava sulle indicazioni errate dell'altimetro e del pilota Lagurara.
Ritenendo di trovarsi in Cile, nella zona pedemontana oltre le cime delle Ande, credevano che il ripido pendio visibile verso ovest fosse l'ultima salita oltre la quale si trovavano le pianure del Cile. Era invece il fianco est di uno dei monti dello spartiacque tra Cile e Argentina: ciò significava che oltre quel pendio c'erano in realtà ancora montagne e montagne. Se i sopravvissuti lo avessero saputo, credibilmente avrebbero cercato la salvezza camminando in direzione est, verso le valli dell'Argentina; il cammino in quella direzione sarebbe stato tutto in discesa e molto meno ripido. È infatti questa la strada percorsa nei successivi decenni, a dorso di cavallo o di mulo, da tutte le spedizioni organizzate dai sopravvissuti e dalle persone interessate a visitare i luoghi della sciagura. Inoltre, a soli 20 km a est dal luogo del disastro si trovava il rifugio estivo Hotel Termas "El Sosneado", che, pur essendo chiuso in quel periodo, era una solida struttura in muratura e conteneva viveri e legna da ardere.
Così, il 12 dicembre 1972, circa due mesi dopo il disastro, Parrado, Canessa e Vizintín diedero il via alla nuova spedizione per raggiungere il Cile a piedi. Per l'occasione era stato appositamente cucito uno speciale sacco a pelo artigianale, ricavato dal materiale isolante della coda dell'aereo, per ripararsi dal freddo notturno. Impiegarono quasi tre giorni, invece di uno solo previsto, per raggiungere la cima del pendio, a un'altitudine di 4.600 m, paragonabile a quella del Monte Rosa. Il primo ad arrivare fu Parrado, seguito da Canessa. Si accorsero allora che la realtà era diversa da quella che avevano immaginato: al di sotto della vetta si stendeva una sterminata selva di picchi montuosi coperti di neve. Resisi conto che la distanza da percorrere sarebbe stata molto superiore a quanto preventivato, Canessa e Parrado decisero che Vizintín sarebbe tornato all'aereo perché i viveri che si erano portati appresso sarebbero bastati solo per due persone.

## Il viaggio di Parrado e Canessa

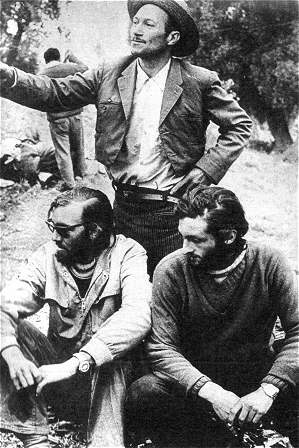
Fernando Parrado e Roberto Canessa a Los Maitenes vicino al mandriano Sergio Catalán che incontrarono dopo dieci giorni di camminata

Dopo la separazione da Vizintin, Parrado e Canessa camminarono per altri sette giorni. Dalla prima cresta era sembrato loro di vedere in lontananza, a più di dieci chilometri di distanza, una valle tra le montagne; si diressero quindi in quella direzione sperando di trovare il corso di un fiume che li avrebbe condotti più in fretta verso zone abitate. Riuscirono effettivamente a scendere, con enorme difficoltà, nella valle scavata tra le montagne dal Rio Azufre; percorsero l'ultimo tratto verso il fiume lasciandosi scivolare a mo' di slitta. Raggiunto il corso d'acqua, Parrado e Canessa ne seguirono per alcuni giorni la riva sinistra, prima nella neve e poi, man mano che scendevano di quota, tra le rocce.
Incontrarono i primi segni di presenza umana: i resti di una scatoletta di latta e poi, finalmente, alcune mucche al pascolo. Pur sapendo di essere ormai vicini alla salvezza, si fermarono, esausti e con Canessa che ormai non sembrava più in grado di proseguire. Quella sera, mentre riposavano sulla riva del fiume, a Parrado sembrò di scorgere in lontananza, al di là del Rio Azufre ingrossato dallo scioglimento delle nevi, un uomo a cavallo. Urlarono per richiamarne l'attenzione, ma l'uomo si allontanò dopo aver gridato qualcosa che non riuscirono a comprendere. Tuttavia, il giorno dopo videro tre uomini a cavallo che li guardavano sorpresi dall'altra parte del fiume; i due giovani tentarono di urlare chi erano e da dove arrivavano ma, a causa del rumore dell'acqua del torrente, non riuscirono a farsi capire. Allora uno dei tre uomini, il mandriano Sergio Catalán, scrisse su un foglio di carta:
(Sergio Catalán)
Il mandriano arrotolò il biglietto attorno a un sasso e lo lanciò dall'altra parte del fiume.
Parrado a sua volta vi scrisse con un rossetto da labbra il seguente messaggio:
(Fernando Parrado)
Parrado aggiunse inoltre sul retro del foglio un'ultima nota: ¿Cuando viene?, (Quando arriva?). Scritto il biglietto, Parrado lo riarrotolò intorno a un sasso e lo lanciò a Catalán. Raccolto il sasso e letto il biglietto l'uomo sobbalzò e fece il gesto di aver capito e che avrebbe cercato aiuto. Prima di lasciarli, il mandriano lanciò loro alcune pagnotte che aveva con sé, che Parrado e Canessa divorarono immediatamente. Catalán si diresse allora a cavallo verso ovest per raggiungere il posto di polizia (tenuto dai Carabineros cileni) del paese di Puente Negro. Poco dopo notò sul lato sud del fiume un altro dei mandriani che, come lui, tenevano il bestiame al pascolo in una malga nella località di Los Maitenes. Catalán lo informò della situazione e gli chiese di raggiungere Parrado e Canessa e di portarli a Los Maitenes, mentre lui sarebbe andato a Puente Negro.
Mentre finalmente Parrado e Canessa venivano soccorsi e portati nella malga di Los Maitenes, dove furono curati e nutriti, Catalán percorse il Rio Azufre fino alla confluenza con il Rio Tinguiririca; attraversato un ponte sul fiume, si trovò sulla strada che collegava San Fernando e Puente Negro alla località di villeggiatura delle Termas del Flaco; si fece dare un passaggio da un autocarro fino a Puente Negro dove avvertì i carabineros, che a loro volta avvertirono il colonnello Morel, comandante del reggimento di truppe da montagna Colchagua (che era il nome della provincia) di stanza a San Fernando.

## Il salvataggio
Il 23 dicembre il colonnello Morel avvertì le autorità che esistevano dei superstiti al disastro del 13 ottobre; lo stesso giorno partì da Santiago una spedizione di soccorso con due elicotteri Bell UH-1 Iroquois. Dopo aver fatto tappa a San Fernando, i soccorritori si diressero verso Los Maitenes, nelle cui vicinanze incontrarono gli uomini a cavallo che portavano Parrado e Canessa verso San Fernando. Parrado decise di salire sull'elicottero per dirigere i soccorsi fino alla carcassa dell'aereo e portare in salvo i suoi compagni. Era già pomeriggio e le condizioni atmosferiche erano proibitive perché in quelle ore del giorno i venti nelle Ande soffiano con maggiore violenza, e fu solo grazie alla maestria dei piloti - tra cui il comandante Massa, pilota del presidente cileno Salvador Allende - che i due elicotteri resistettero alle forti raffiche e alle pericolose correnti ascensionali.
Il problema, una volta arrivati sul luogo del disastro, era come caricare i superstiti: la ripidità del pendio non consentiva l'atterraggio, i due elicotteri dovettero attendere in volo stazionario orizzontale e rasenti al suolo per il tempo necessario affinché una parte dei superstiti potesse salire a bordo. Non fu possibile portare in salvo tutti i quattordici sopravvissuti; alcuni alpinisti e un infermiere rimasero sul posto fino alla mattina seguente, quando vennero tutti raccolti da una seconda spedizione di soccorso. Gli alpinisti, oltre ai mandriani di Los Maitenes, furono i primi a conoscere dalla bocca dei superstiti come erano riusciti a sopravvivere.
Vennero tutti ricoverati in ospedale con sintomi di insufficienza respiratoria da alta montagna, disidratazione, traumi e malnutrizione, ma si trovavano comunque in condizioni di salute migliori di quanto si sarebbe potuto prevedere, nonostante alcuni avessero perso fino a 40 kg.
I sopravvissuti sono ritornati più volte sul luogo della loro disavventura, che è diventato meta di escursioni (con partenza dall'Argentina) da parte di curiosi, affascinati da un'avventura che ha pochi precedenti. In una di queste escursioni, nel 2005, venne ritrovato un sacco contenente gli effetti personali e persino il passaporto di uno dei sopravvissuti.

## Lista passeggeri

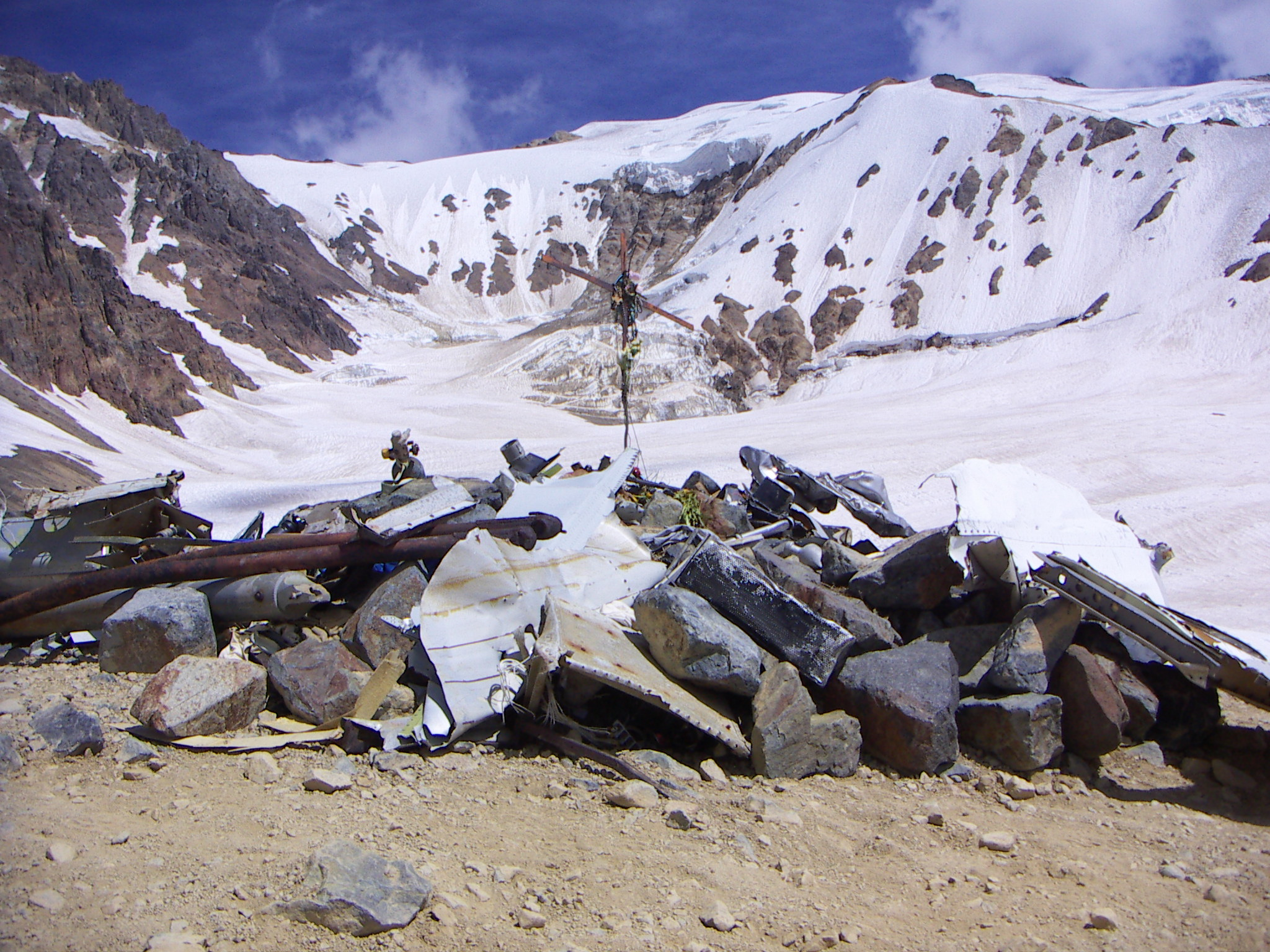
Santuario y monumento de la tragedia de Andes, il memoriale posto sulle tombe dei passeggeri morti a causa del disastro e delle sue conseguenze, nelle vicinanze del luogo della tragedia. Sullo sfondo la montagna scalata dai due passeggeri partiti in cerca di aiuto.

### Sopravvissuti
- José Pedro Algorta, 21 anni
- Roberto Canessa, 19 anni
- Alfredo "Pancho" Delgado, 24 anni
- Daniel Fernandez, 26 anni
- Roberto "Bobby" François, 20 anni
- Roy Harley, 20 anni
- José Luis "Coche" Inciarte, 24 anni
- Alvaro Mangino, 19 anni
- Javier Methol, 38 anni
- Carlos "Carlitos" Páez, 18 anni
- Fernando Parrado, 22 anni
- Ramon "Moncho" Sabella, 21 anni
- Adolfo "Fito" Strauch, 24 anni
- Eduardo Strauch, 25 anni
- Antonio "Tintin" Vizintin, 19 anni
- Gustavo Zerbino, 19 anni

### Morti
Tra parentesi le cause del decesso
- Tenente Ramón Martínez, 30 anni, ufficiale di rotta (risucchiato fuori dall'aereo nella caduta)
- José Guido Magri, 23 anni (risucchiato fuori dall'aereo nella caduta)
- Alexis "Alejo" Hounié, 20 anni (risucchiato fuori dall'aereo nella caduta)
- Gastón Costemalle, 23 anni (risucchiato fuori dall'aereo nella caduta)
- Daniel Shaw, 24 anni (risucchiato fuori dall'aereo nella caduta)
- Sergente Ovidio Ramírez, 26 anni, assistente di volo (risucchiato fuori dall'aereo nella caduta)
- Eugenia Parrado, 50 anni (nello schianto)
- Esther Nicola, 40 anni (nello schianto)
- Francisco Nicola, 40 anni (nello schianto)
- Colonnello Julio César Ferradás, 39 anni, comandante dell'aereo (nello schianto)
- Arturo Nogueira, 21 anni (postumi dell'incidente)
- Rafael "Vasco" Echavarren, 22 anni (postumi dell'incidente)
- Francisco "Panchito" Abal, 21 anni (postumi dell'incidente)
- Julio Martínez Lamas, 24 anni (postumi dell'incidente)
- Tenente Colonnello Dante Héctor Lagurara, 41 anni, copilota (postumi dell'incidente)
- Felipe Maquirriain, 22 anni (postumi dell'incidente)
- Graciela Mariani, 43 anni (postumi dell'incidente)
- Susanna Parrado, 20 anni (postumi dell'incidente)
- Daniel Maspons, 20 anni (valanga)
- Juan Carlos Menéndez, 22 anni (valanga)
- Liliana Methol, 34 anni (valanga)
- Gustavo "Coco" Nicolich, 20 anni (valanga)
- Marcelo Pérez (il capitano della squadra di rugby), 25 anni (valanga)
- Enrique Platero, 22 anni (valanga)
- Sergente Carlos Roque, 24 anni, meccanico di bordo (valanga)
- Diego Storm, 20 anni (valanga)
- Numa Turcatti, 25 anni (denutrizione)
- Carlos Valeta, 18 anni (caduto dal fianco della montagna)
- Fernando Vásquez, 20 anni (emorragia dalla gamba)

## Eventi
| Giorno    | Data                    | Eventi e decessi | Morti | Scomparsi | Vivi |
| --------- | ----------------------- | --- | ----- | --------- | ---- |
| Giorno 0  | 12 ottobre (gio)        | Partenza da Montevideo, Uruguay |       |           | 45   |
| Giorno 1  | 13 ottobre (ven)        | Partenza da Mendoza, Argentina alle 14:18. Si è bloccato alle 15:34 p.m. Caduto da un aereo, disperso: - Gastón Costemalle* (studente di giurisprudenza) - Alexis Hounié* (studente di veterinaria) - Guido Magri* (studente di agraria) - Joaquín Ramírez (assistente di volo) - Ramón Martínez (navigatore) - Daniel Shaw* (allevatore di bestiame) - Carlos Valeta (studente preparatore) Morto in un incidente o subito dopo: - Colonnello Julio César Ferradas (pilota) - Dott. Francisco Nicola (medico della squadra) - Esther Horta Pérez de Nicola (moglie del medico della squadra) - Eugenia Dolgay Diedug de Parrado (madre di Fernando "Nando" e Susana Parrado) - Fernando Vázquez (studente di economia) | 5     | 7         | 33   |
| Giorno 2  | 14 ottobre (sabato)     | Morto durante la prima notte: - Francisco "Panchito" Abal - Felipe Maquirriain (studente di Lettere) - Julio Martínez-Lamas (Studente di ingegneria) - Tenente Col. Dante Héctor Lagurara (copilota) - Graziela Augusto Gumila de Mariani (ospite del matrimonio) | 10    | 7         | 28   |
| Giorno 9  | 21 ottobre (sabato)     | Morto: - Susana Parrado (sorella di Fernando "Nando" Parrado) | 11    | 7         | 27   |
| Giorno 12 | 24 ottobre (martedì)    | Trovato deceduti: - Gastone Costemalle - Alexis Hounié - Guido Magri - Joaquín Ramírez - Ramón Martinez | 16    | 2         | 27   |
| Giorno 17 | 29 ottobre (domenica)   | Una valanga ne uccide otto: - Serg. Carlos Roque (meccanico aeronautico) - Daniel Maspons - Juan Carlos Menéndez (Studente di giurisprudenza) - Liliana Navarro Petraglia de Methol (moglie di Javier Methol) - Gustavo "Coco" Nicolich (studente di veterinaria) - Marcelo Pérez (capitano della squadra di rugby) - Enrique Platero (studente di agraria) - Diego Storm (studente di medicina) | 24    | 2         | 19   |
| Giorno 34 | 15 novembre (mercoledì) | Deceduto: - Arturo Nogueira* (studente di cartografia) | 25    | 2         | 18   |
| Giorno 37 | 18 novembre (sabato)    | Deceduto: - Rafael Echavarren (studente di allevamento di bovini da latte) | 26    | 2         | 17   |
| Giorno 60 | 11 dicembre (lunedì)    | Deceduto: - Numa Turcatti (studente di giurisprudenza) | 27    | 2         | 16   |
| Giorno 61 | 12 dicembre (martedì)   | Parrado, Canessa e Vizintin partono per la spedizione finale a ovest per cercare aiuto | 27    | 2         | 16   |
| Giorno 62 | 13 dicembre (mercoledì) | Trovato deceduto: - Daniel Shaw | 28    | 1         | 16   |
| Giorno 63 | 14 dicembre (giovedì)   | Trovato deceduto: - Carlos Valeta | 29    |           | 16   |
| Giorno 64 | 15 dicembre (venerdì)   | Antonio Vizintin ritorna in fusoliera | 29    |           | 16   |
| Giorno 69 | 20 dicembre (mercoledì) | Parrado e Canessa incontrano Sergio Catalán | 29    |           | 16   |
| Giorno 70 | 21 dicembre (giovedì)   | Fernando "Nando" Parrado e Roberto Canessa in salvo | 29    |           | 16   |
| Giorno 71 | 22 dicembre (venerdì)   | 6 persone salvate: - José Pedro Algorta - Daniel Fernández - José "Coche" Luis Inciarte - Alvaro Mangino - Carlos Páez Rodríguez - Eduardo Strauch | 29    |           | 16   |
| Giorno 72 | 23 dicembre (sabato)    | 8 persone salvate: - Alfredo "Pancho" Delgado - Roberto "Bobby" Francois - Roy Harley - Javier Methol - Ramón "Moncho" Sabella - Adolfo "Fito" Strauch - Antonio "Tintin" Vizintín - Gustavo Zerbino | 29    |           | 16   |

## Film
- I sopravvissuti delle Ande (Supervivientes de los Andes), regia di René Cardona (1976)[7]
- Alive - Sopravvissuti (Alive), regia di Frank Marshall (1993)
- Yellowjackets, ideata da Ashley Lyle e Bart Nickerson (2021)[8]
- La società della neve (La sociedad de la nieve), regia di Juan Antonio Bayona (2023)

## Trasmissioni TV
Il 30 marzo 2008 è stato ospite al programma Il senso della vita di Paolo Bonolis uno dei 16 sopravvissuti al disastro, Roberto Canessa, raccontando quei drammatici 73 giorni di sofferenza, speranza e angoscia che i sopravvissuti passarono prima che lo stesso Canessa e Nando Parrado attraversassero le Ande per raggiungere la salvezza in territorio cileno.